# Tadhg Furlong
Tadhg Vincent Furlong (* 14. November 1992 in Wexford) ist ein irischer Rugby-Union-Spieler. Er spielt auf der Position des Pfeilers für das irische Franchise Leinster Rugby und die irische Nationalmannschaft. Zu seinen Erfolgen gehören fünf Meistertitel und ein Europapokalsieg mit Leinster sowie zwei Turniersiege mit Irland bei den Six Nations (jeweils mit Grand Slam).

## Biografie

### Vereinskarriere
Furlong stammt einer Bauernfamilie aus dem Dorf Horeswood im County Wexford. Seine Mutter Margaret ist Schuldirektorin, sein Vater James spielte einst als Pfeiler beim New Ross RFC, jener Mannschaft, in der Tadhg mit dem Rugby begann. In seiner Jugend spielte er auch Gaelic Football und Hurling für Horeswood, allerdings war sein Körperbau viel besser für Rugby geeignet, weshalb er sich vor Beginn der Saison 2010/11 dazu entschloss, der Akademie von Leinster Rugby beizutreten. Dort spielte er zeitweise mit dem späteren Skirennläufer Patrick McMillan in einer Mannschaft. Sein Profidebüt für Leinster gab Furlong am 1. November 2013 am siebten Spieltag der Pro12-Saison 2013/14, als er in der zweiten Halbzeit eingewechselt wurde und seine Mannschaft auswärts gegen die Newport Gwent Dragons gewann. Im Meisterschaftsfinale setzte sich Leinster gegen die Glasgow Warriors mit 24:12 durch, wobei Furlong nicht zum Einsatz kam.
In der Saison 2015/16 zog Leinster erneut ins Meisterschaftsfinale ein. Furlong wurde zu Beginn der zweiten Halbzeit eingewechselt, konnte aber die überraschende 10:20-Niederlage gegen Connacht Rugby nicht abwenden. Im Halbfinale der Saison 2016/17 schied er mit Leinster gegen den späteren Meister Scarlets aus. Ab der Saison 2017/18 entwickelte er sich zum unumstrittenen Stammspieler. Leinster gewann das Finale des European Rugby Champions Cup gegen Racing 92 mit 15:12, wobei Furlong der Startformation angehörte. Zwei Wochen später spielte er auch im Finale der Pro14, das Leinster mit 40:32 gegen die Scarlets für sich entschied. Eine Schlüsselrolle spielte Furlong auch in der Saison 2018/19, als Leinster das Finale gegen die Glasgow Warriors mit 18:15 gewann und den Meistertitel erfolgreich verteidigte. Hingegen misslang die Titelverteidigung im European Rugby Champions Cup 2018/19 wegen einer 10:20-Niederlage gegen die Saracens.
Aufgrund einer langwierigen Rückenverletzung musste Furlong die Schlussphase der Saison 2019/20 auslassen, als Leinster erneut im Finale stand und dieses gegen Ulster Rugby gewann. Nachdem er auch den Beginn der Saison 2020/21 verpasst hatte, kehrte er im Januar 2021 ins Spielgeschehen zurück. Zum vierten Mal in Folge zog Leinster ins Meisterschaftsfinale ein und holte erneut den Meistertitel; beim 16:6-Sieg über Munster Rugby wurde Furlong nach 52 eingewechselt. Weitere Erfolge blieben ihm in den Saisons 2021/22 und 2022/23 knapp verwehrt. Leinster schied in der Meisterschaft jeweils im Halbfinale aus und verlor auch beide Male gegen Stade Rochelais das Finale des Champions Cup. Dennoch wählte ihn World Rugby zweimal ins „Dream Team des Jahres“.

### Nationalmannschaft
Furlong kamen zu Einsätzen in der irischen U18- und U19-Nationalmannschaft. Von 2011 bis 2012 spielte er elfmal für die U20-Nationalmannschaft, mit der er in beiden Jahren an der Juniorenweltmeisterschaft teilnahm. Sein erstes Test Match für die irische Nationalmannschaft bestritt er am 29. August 2015 gegen Wales im Rahmen der WM-Vorbereitung. Er wurde daraufhin in den Kader für die Weltmeisterschaft 2015 aufgenommen, kam aber nur in der Gruppenphase gegen Rumänien als Einwechselspieler zum Einsatz. Beim Six Nations 2016 bestritt er die ersten beiden Spiele, fiel dann aber wegen einer Oberschenkelverletzung für die übrigen Partien aus. Als Stammspieler etablierte er sich beim Six Nations 2017, als er in allen fünf Spielen der Startformation angehörte. Wenige Monate später berief ihn Warren Gatland in den Kader für die Neuseeland-Tour 2017 der British and Irish Lions. Furlong bestritt alle drei Test Matches gegen die All Blacks, die mit je einem Sieg, einer Niederlage und einem Unentschieden endeten.
Als Irland das Six Nations 2018 mit einem Grand Slam für sich entschied, stand Furlong in vier von fünf Spielen in der Startformation; nur die Partie gegen Wales verpasste er wegen einer Verletzung. Seinen ersten Versuch auf internationaler Ebene erzielte er am 16. Juni 2018 und trug so zum 26:21 gegen Australien bei, dem ersten Auswärtssieg über die Wallabies seit 1979. Furlong nahm auch an der Weltmeisterschaft 2019 teil, wobei er in den Gruppenspielen gegen Schottland, Japan, Russland und Samoa sowie im Viertelfinale gegen Neuseeland spielte. Beim Six Nations 2020 bestritt er erneut alle fünf Partien und wurde von den Fans ins All-Star-Team des Turniers gewählt. Ebenfalls 2021 war Furlong an der Südafrika-Tour der British and Irish Lions beteiligt und stand in allen drei Test Matches gegen die Springboks in der Startformation. Nach dem Six Nations 2022, das die Iren auf dem zweiten Platz beendeten, wählten ihn die Fans erneut ins All-Star-Team.
Furlong verpasste die drei ersten Spiele der Six Nations 2023 wegen einer Leistenzerrung, spielte aber die beiden letzten Partien gegen Schottland und England. Auf diese Weise trug er zum Turniersieg und Grand Slam der Iren bei.

## Erfolge
Leinster:
- Meister Pro12/Pro14: 2014, 2018, 2019, 2020, 2021
- Finalist Pro12: 2016
- Sieger European Rugby Champions Cup: 2018
- Finalist European Rugby Champions Cup: 2019, 2022, 2023

Irland:
- Sieger Six Nations: 2018, 2023
- Grand Slam: 2018, 2023
- Triple Crown: 2018, 2022, 2023